# AGS-30
AGS-30 (tiếng Nga:АГС-30) (mã GRAU là 6G25) là loại súng phóng lựu tự động thiết kế bởi Konstruktorskoe Buro Priborostroeniya (Конструкторское бюро приборостроения) như một mẫu nhỏ gọn và nhẹ hơn mẫu AGS-17 vốn đã thành công trước đó với cùng loại đạn. Việc phát triển đã bắt đầu từ đầu những năm 1990. Hiện tại AGS-30 được sản xuất bởi nhà máy ZID tại thành phố Kovrov và đang được trang bị cho các đơn vị đặc biệt của Bộ Nội vụ Nga. Khi so sánh với AGS-17 thì AGS-30 nhẹ hơn hai lần nên nó có thể dễ dàng được mang bởi một người nên rất cơ động trên chiến trường có thể triển khai ở bất cứ đâu, tiếng động và chớp sáng phát ra khi bắn cũng nhỏ hơn để giảm khả năng bị phát hiện cũng như nó ít giật hơn khẩu AGS-17 nhiều, khẩu AGS-17 có độ giật khá cao để có thể bắn tự động liên tục một cách chính xác. Đường đạn hình cầu vồng của nó giúp cho việc phóng các quả lựu đạn hiệu quả trong khoảng cách khá xa. Loại vũ khí này được sử dụng chủ yếu để hỗ trợ bộ binh hoặc gắn trên các phương tiện cơ giới chúng rất hiệu quả trong việc chống lại bộ binh. Trên các phương tiện cơ giới hiện đại thì chúng thường được gắn ở vị trí súng máy hoặc pháo điều khiển từ xa và kích hoạt bắn bằng điện.

## Thiết kế
AGS-30 sử dụng hệ thống làm mát bằng không khí, nạp đạn bằng dây đạn và sử dụng cơ chế nạp đạn blowback. Loại súng này bắn khi thoi nạp đạn mở và sử dụng dây đạn một dãy không nối. Khi bắn vỏ lựu rỗng sẽ được đẩy ra bên dưới súng. Hộp đạn đầy đạn của loại súng này có trọng lượng 14 kg. Tay quay điều chỉnh của súng này đặc ở phía tay trái và cò súng nằm ở phía tay phải, loại súng này được tích hợp thêm bệ chống ba chân.
Hệ thống nhắm cơ bản của AGS-30 là ống nhắm 2.7X PAG-17 có thể nhìn trong đêm nhưng nó cũng có điểm ruồi dự phòng.